# Pons (motocicleta)
Pons fou una marca catalana de motocicletes, fabricades a Barcelona entre 1951 i 1955 en petites sèries.
Els motors, de fabricació pròpia, eren de dos temps i 125 cc, en versió automàtica o amb canvi de quatre velocitats, i foren adoptats per altres fabricants de motocicletes (com ara Taber, Kapi o Lifante) pel seu baix cost. Tot i així, en no estar a l'altura dels Hispano Villiers foren gradualment abandonats en favor d'aquests altres.